# Dinocheirus transcaspius
Dinocheirus transcaspius es una especie de arácnido  del orden Pseudoscorpionida de la familia Chernetidae.

## Distribución geográfica
Se encuentra en el oeste de Asia.